# Serie A1 1982-1983 (pallavolo femminile)

La Teodora Ravenna vincitrice del suo terzo scudetto consecutivo

La Serie A1 italiana di pallavolo femminile 1982-83 fu la 38ª edizione del principale torneo pallavolistico italiano femminile organizzato dalla FIPAV.
Il titolo fu conquistato dalla Teodora Ravenna, al suo terzo scudetto consecutivo: decisivo fu lo spareggio giocato a Bologna il 18 aprile 1983 contro la Nelsen Reggio Emilia e vinto dalle ravennati per 3-1. La CUS Macerata fu ripescata all'inizio dell'anno per la rinuncia di Alzano e fu penalizzata di due punti per la rinuncia a disputare la gara di Cecina. Fai Noventa Vicentina e Pallavolo Cecina disputarono e vinsero i play-out contro Genova e Piombino (Serie A2).

## Classifica
| Pos. | Squadra                    | Pt | G  | V  | P  | SV | SP |
| ---- | -------------------------- | -- | -- | -- | -- | -- | -- |
| 1.   | Teodora Ravenna            | 40 | 22 | 20 | 2  | 64 | 16 |
| 2.   | Nelsen Reggio Emilia       | 40 | 22 | 20 | 2  | 64 | 16 |
| 3.   | Civ&Civ Modena             | 30 | 22 | 15 | 7  | 49 | 33 |
| 4.   | Victor Village Bari        | 26 | 22 | 13 | 9  | 48 | 36 |
| 5.   | Aurora Giarratana          | 26 | 22 | 13 | 9  | 46 | 39 |
| 6.   | Fibrotermica Reggio Emilia | 22 | 22 | 11 | 11 | 43 | 48 |
| 7.   | Acqua Lynx Parma           | 20 | 22 | 10 | 12 | 41 | 44 |
| 8.   | Lions Baby Ancona          | 20 | 22 | 10 | 12 | 42 | 46 |
| 9.   | Fai Noventa Vicentina      | 18 | 22 | 9  | 13 | 39 | 45 |
| 10.  | Pallavolo Cecina           | 16 | 22 | 8  | 14 | 34 | 47 |
| 11.  | Isa Fano                   | 6  | 22 | 3  | 19 | 12 | 59 |
| 12.  | CUS Macerata               | -2 | 22 | 0  | 22 | 1  | 66 |

| Campione d'Italia | Retrocesse in Serie A2 |

## Risultati

### Tabellone
|                         | Ancona | Bari | Cecina | Fano | Giarratana | Macerata | Modena | Noventa | Parma | Ravenna | Reggio Emilia Arbor | Reggio Emilia Pallavolo |
| ----------------------- | ------ | ---- | ------ | ---- | ---------- | -------- | ------ | ------- | ----- | ------- | ------------------- | ----------------------- |
| Ancona                  | XXX    | 1-3  | 3-2    | 3-0  | 3-2        | 3-0      | 1-3    | 3-2     | 2-3   | 1-3     | 3-2                 | 0-3                     |
| Bari                    | 3-2    | XXX  | 3-1    | 3-0  | 0-3        | 3-0      | 0-3    | 3-0     | 3-1   | 3-2     | 3-0                 | 2-3                     |
| Cecina                  | 1-3    | 3-0  | XXX    | 3-0  | 1-3        | 3-0      | 0-3    | 3-1     | 3-1   | 1-3     | 0-3                 | 0-3                     |
| Fano                    | 0-3    | 0-3  | 1-3    | XXX  | 0-3        | 3-0      | 0-3    | 0-3     | 3-2   | 0-3     | 0-3                 | 1-3                     |
| Giarratana              | 3-2    | 1-3  | 3-0    | 3-1  | XXX        | 3-0      | 3-1    | 3-2     | 3-0   | 3-2     | 3-2                 | 1-3                     |
| Macerata                | 0-3    | 0-3  | 0-3    | 0-3  | 0-3        | XXX      | 0-3    | 1-3     | 0-3   | 0-3     | 0-3                 | 0-3                     |
| Modena                  | 3-2    | 3-2  | 3-2    | 3-0  | 3-0        | 3-0      | XXX    | 3-2     | 3-1   | 0-3     | 3-1                 | 0-3                     |
| Noventa                 | 3-1    | 1-3  | 2-3    | 3-0  | 3-1        | 3-0      | 3-1    | XXX     | 3-1   | 1-3     | 1-3                 | 0-3                     |
| Parma                   | 2-3    | 3-2  | 3-0    | 3-0  | 3-1        | 3-0      | 3-2    | 3-0     | XXX   | 1-3     | 3-1                 | 1-3                     |
| Ravenna                 | 3-0    | 3-0  | 3-2    | 3-0  | 3-1        | 3-0      | 3-0    | 3-0     | 3-0   | XXX     | 3-0                 | 3-0                     |
| Reggio Emilia Arbor     | 3-0    | 3-2  | 3-0    | 3-0  | 3-1        | 3-0      | 1-3    | 1-3     | 3-1   | 1-3     | XXX                 | 0-3                     |
| Reggio Emilia Pallavolo | 3-0    | 3-0  | 3-0    | 3-0  | 3-0        | 3-0      | 3-0    | 3-0     | 3-0   | 2-3     | 3-1                 | XXX                     |